# Archytas instabilis
Archytas instabilis là một loài ruồi trong họ Tachinidae.